# 하코네 로프웨이

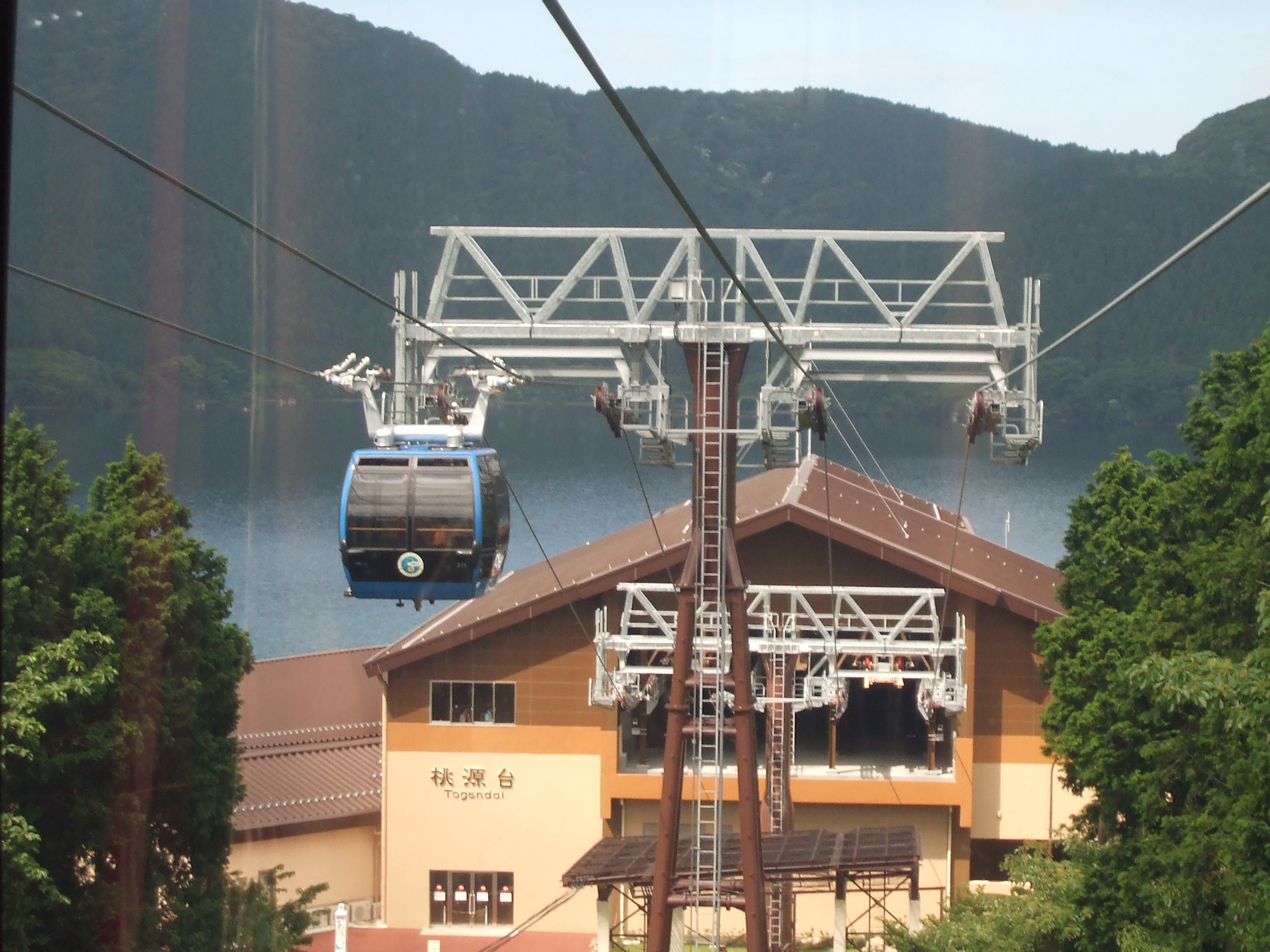
아시노코 호수를 배경으로 가는 하코네 로프웨이

하코네 로프웨이는 일본 가나가와현 아시가라시모군 하코네정에 있는 소운잔 역과 도겐다이 역을 잇는 길이 약 4km 의 관광 여객용 삭도이다. 지금 일본에서 운행하는 삭도로서는 계절 영업 노선을 제외하면 거리가 가장 길다. 더구나 일본에서는 일반적으로 케이블카라고 하면 강삭철도를 말하다.

1959년에 소운잔 역 - 오와쿠다니 역 사이가 개통했으며 1960년에는 나머지 오와쿠다니 역 - 도켄다이 역 구간이 개통하였다. 2000년부터 2007년에 걸쳐서 점차로 Double Loop Mono-cable 식 (소위 후니텔)으로 개량되었으므로 수송 능력이 증대되어 바람에 비교적으로 강하게 되었다. 곤도라 (반기)는 18인승이며 총 50대 있으며 1분 간격으로 순환 운행하다. 반기 및 역은 배리어 프리 대응형으며 휠체어 로 이용 가능하다.

오와쿠다니 역에서 계속해서 이용하려고 하면 그곳에서 반드시 갈아타야 한다. 도중 역 인 우바코 역에서는 곤도라는 일단 정지해서 여객이 승, 하차하다. 도착시 직원에 의한 하차 의향 묻습이 있는데 의사 표시할 필요가 있다. 한산기에는 검사 수선 하기 위해 예고 아래 며칠인가 운행하지 않을 경우가 있다.
| 역 이름       | 해발 (m) | 역간 거리 (m) | 누계 거리 (m) | 갈아타기, 비고                                  |
| ------------- | -------- | ------------- | ------------- | ----------------------------------------------- |
| 소운잔 역     | 757      | -             | 0             | 하코네 등산 철도 강삭선（하코네 등산 케이블카） |
| 오와쿠다니 역 | 1,044    | 1,472         | 1,472         | 이 역에서 갈아탐                                |
| 우바코 역     | 878      | 1,265         | 2,737         |                                                 |
| 도겐다이 역   | 741      | 1,268         | 4,005         | 하코네 해적선, 아시노코 유람선                  |